# Erbschaftsteuer in Schweden
Schweden erhebt weder Erbschaft- noch Schenkungsteuer, beide Steuern wurden mit Ablauf des Jahres 2004 abgeschafft.

## Frühere Regelungen
Die älteste schriftliche Erbschaftsteuerregelung geht in Schweden auf das jüngere Westgotengesetz aus dem 14. Jahrhundert zurück, wonach ein Erbe binnen 30 Tagen nach dem Tod des Erblassers 1/10 des ererbten beweglichen Vermögens dem Standesherrn abzuführen hatte. Das moderne Erbschaftsteuer- und Schenkungsteuergesetz beruhte auf einem Gesetz aus dem Jahre 1914.

## Abschaffung der Erbschaft- und Schenkungsteuer
Schweden hatte sowohl eine Erbschaft- als auch eine Schenkungsteuer erhoben, die sich nach dem Verwandtschaftsgrad und der Höhe des Vermögens richtete und zuletzt bis zu einem Steuerhöchstsatz von 30 % reichte. In den Jahren vor 2004 wurde eine grundsätzliche Reform des Erbschaftsteuer- und Schenkungsteuergesetzes diskutiert, wozu mehrere Gesetzesentwürfe erarbeit wurden. Im Jahr 2003 wurde dann die Befreiung der Ehegatten und der Lebenspartner von der Steuer beschlossen. Es setzte sich in der Folgezeit die Auffassung durch, dass eine Erhebung von Erbschaft- und Schenkungsteuer nicht der allgemeinen Gerechtigkeit diene. Die Regierung wollte zudem den Generationswechsel erleichtern. Es wurde die ersatzlose Aufhebung beider Steuerarten mit Ablauf des Jahres 2004 beschlossen.  Am 16. Dezember 2004 beschloss das Parlament, die Erbschaftsteuer abzuschaffen. Alle Parteien im Parlament stimmten dafür, die Erbschaftsteuer abzuschaffen.
2005 wurde die Aufhebung auf den 17. Dezember rückwirkend vorgezogen, nachdem bei der Tsunami-Katastrophe im Indischen Ozean vom 26. Dezember 2004 über 500 schwedische Staatsangehörige umgekommen waren, für die alle noch das alte Erbschaftsteuerrecht anzuwenden gewesen wäre.

## Fortbestehendes Doppelbesteuerungsabkommen
Schweden hat mit Deutschland am 14. Juli 1992 ein allgemeines Steuerabkommen zur Vermeidung der Doppelbesteuerung abgeschlossen, das unter Art. 24 bis 28 auch die Erbschaft- und Schenkungsteuer regelt. Dieses Abkommen wurde nicht gekündigt, so dass es für deutsch-schwedische Erb- und Schenkungsfälle noch Anwendung findet. Soweit die Doppelbesteuerung nur im Wege einer Anrechnung der schwedischen auf die deutsche Steuer vermieden wird (Art. 26), wirkt sich das fortbestehende Abkommen im Hinblick auf die Abschaffung der schwedischen Erbschaft- und Schenkungsteuer nicht aus. In Fällen, in denen das Besteuerungsrecht nur bei einem der beiden Staaten liegt (Art. 24 Abs. 3), ist umstritten, ob die Abschaffung der Erbschaft- und Schenkungssteuer dazu führt, dass eine in Schweden bestehende Ansässigkeit, die vor der Abschaffung der Steuer zu einer Besteuerung nur in Schweden geführt hätte, aufgrund der Abschaffung der Steuer weggefallen ist und das Besteuerungsrecht aufgrund der Abschaffung der Steuer in Schweden nunmehr Deutschland zugefallen ist.